# Органная симфония № 6 (Видор)

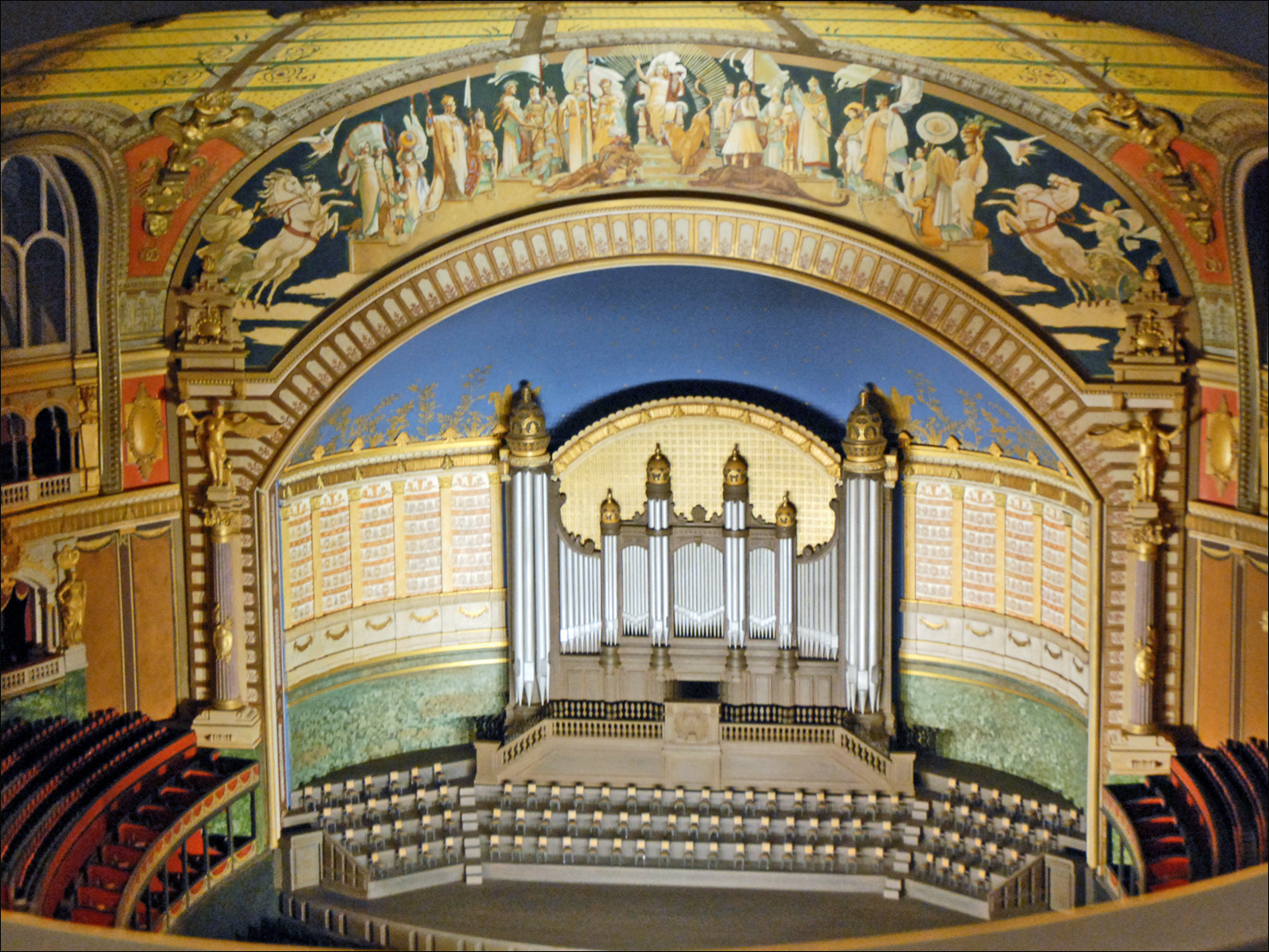
Макет концертного зала дворца Трокадеро

Органная симфония № 6 (фр. Symphonie VI pour orgue) соль минор, соч. 42, № 2 — сочинение Шарля-Мари Видора, которое было завершено в 1878 году. Первое исполнение пьесы состоялось во дворце Трокадеро в рамках Всемирной выставки. Композиция была впервые опубликована Юлианом Амелем в 1879 году вместе с органной симфонией № 5.

## История
Видор сочинил произведение в то время, когда он был органистом в церкви Сен-Сюльпис (эту должность он занимал с 1870 года). Звучание органа работы Аристида Кавайе-Коля, установленного в церкви, вдохновило композитора на создание сочинений для этого инструмента. Сам Видор позже писал: «Если бы я не поддался соблазну этих тембров или мистическому притяжению этой звуковой волны, я бы никогда не написал органную музыку». Композитор часто пересматривал свои работы несколько раз даже после их публикации: в частности, симфония № 6 была переиздана в 1887 году с новыми указаниями по поводу её исполнения.
Видор, вероятно, сочинил произведение в период между своим возвращением с первого Байрёйтского фестиваля, прошедшего в 1876 году, на котором он исполнил вагнеровское «Кольцо нибелунга», и летом 1878 года.
Критическое издание Органной симфонии № 6 было опубликовано Carus-Verlag в 2015 году; оно основано преимущественно на последнем издании, сделанном при жизни Видора (в 1929 году).

## Структура
Произведение состоит из пяти частей:
1. Allegro
2. Adagio
3. Intermezzo
4. Cantabile
5. Finale

Органные симфонии Видора представляют собой не столько структурированные сочинения, сколько композиции в форме сюиты. Композитор писал: «<…> современный орган «симфоничен» по своей сути. Новый инструмент требует нового языка, идеала, отличного от схоластической полифонии».
В первой части вводится тема, напоминающая хорал; она получает развитие как в сонатной форме, так и в форме вариаций. Вторая тема части имеет речитативный характер. Вторая часть, состоящая из трёх разделов, содержит множество хроматических ходов. По словам Альберта Швейцера, композитор при создании этого отрезка произведения вдохновлялся музыкой Вагнера, услышанной в Байрёйте. Третья часть представляет собой трёхголосное скерцо. Четвёртая часть имеет длинную тему, на которой основываются все её мотивы. Пятая часть — это рондо-соната, завершающаяся, по словам Георга Коха, «шумной кодой».